# Cratere Thymber
Thymber è un cratere sulla superficie di Dione. Trae nome da Timbro, uno dei due mitologici gemelli latini famosi per la loro indistinguibilità.